# João Ricardo (attore)
João Fernando Santos Ricardo (Lisbona, 27 maggio 1964 – Lisbona, 23 novembre 2017) è stato un attore portoghese.

## Biografia
Attore teatrale, è stato membro della compagnia del Teatro Nacional D. Maria II di Lisbona, con la quale ha allestito alcune delle principali opere shakesperiane.
Nella vita di tutti i giorni è un cantante, avendo inciso un album - intitolato Teatro? - che contiene molteplici brani: Louca de Pedra, Rosinha, a Vermelha, Puta, Tom de Dó, Sida, Zanzibar, Bola de Berlim, Fios de Tempo, Smgbl, Scaneou Animal, O Soldado e o Anjo e Dura Aquilo Que Passar Pelo Tempo Que Durar, oltre alla title track.
Noto per il ruolo di Armando Coutinho nella telenovela Legàmi, nel 2016 gli viene diagnosticato un tumore cerebrale: sottoposto a un intervento chirurgico, sospende la sua partecipazione ad un'altra telenovela, Rainha das Flores. Nonostante l'operazione, il tumore è ricomparso e il 23 novembre 2017 è stato portato d'urgenza presso l'Hospital Santa Maria di Lisbona, dove è morto all'età di 53 anni.

## Filmografia

### Cinema
- A Passagem da Noite, regia di Luís Filipe Rocha (2003)
- A Costa dos Murmúrios, regia di Margarida Cardoso (2004)
- Corrupção regia di João Botelho (2007)
- A Corte do Norte regia di João Botelho (2008)
- Filme do Desassossego regia di João Botelho (2010)
- Eclipse em Portugal, regia di Edgar Alberto e Alexandre Valente (2014)

### Televisione
- A Última Viagem - film TV (1988)
- Caixa Alta - serie TV, 1 episodio (1989)
- O Quadro Roubado - serie TV (1992)
- Deux justiciers dans la ville - serie TV, 1 episodio (1993)
- Ideias Com História - serie TV, 1 episodio (1993)
- Mistérios de Lisboa - film TV (1996)
- Big Show SIC - serie TV, 1 episodio (1996)
- A Maluquinha de Arroios - film TV (1997)
- Lelé e Zequinha - serie TV (1997)
- Nós os Ricos - serie TV, 1 episodio (1997)
- Paris Hotel - film TV (1998)
- Peregrinação - Expo 98 - film TV (1998)
- Todo o Tempo do Mundo - serie TV, 7 episodi (1999)
- Almeida Garrett - miniserie TV, 3 episodi (2000)
- Cruzamentos - serie TV, 13 episodi (1999-2000)
- Fenómeno - serie TV (2001)
- Coração Malandro - serie TV (2003)
- Inspector Max - serie TV, 1 episodio (2004)
- Mundo Meu - serie TV, 205 episodi (2005-2006)
- Bocage - serie TV, 8 episodi (2006)
- Tempo de Viver - serie TV, 213 episodi (2006-2007)
- Deixa-me Amar - serie TV, 251 episodi (2007-2008)
- Morangos com Açúcar - serie TV, 71 episodi (2008)
- Podia Acabar o Mundo - serie TV (2008)
- Liberdade 21 - serie TV, 1 episodio (2008)
- Equador - miniserie TV, 7 episodi (2008-2009)
- Perfeito Coração - serie TV, 160 episodi (2009-2010)
- Cidade Despida - serie TV, 1 episodio (2010)
- Mistérios de Lisboa - miniserie TV, 1 episodio (2011)
- Legàmi (Laços de sangue) - serie TV, 322 episodi (2010-2011)
- Voo Directo - serie TV, 22 episodi (2010-2011)
- Rosa Fogo - serie TV, 2 episodi (2012)
- Dancin' Days - serie TV, 342 episodi (2012-2013)
- Sol de Inverno - serie TV, 112 episodi (2014)
- Mar Salgado - serie TV, 317 episodi (2014-2015)
- Coração d'Ouro - serie TV, 36 episodi (2016)
- Rainha das Flores - serie TV, 233 episodi (2016-2017)
- Espelho d'Água - serie TV, 63 episodi (2017)

## Riconoscimenti
- Vincitore del Tropheus TV 7 Dias come miglior attore in una telenovela portoghese per Legàmi